# Kristotomus foveolatus
Kristotomus foveolatus là một loài tò vò trong họ Ichneumonidae.